# ゲームデザイナーズ・スタジオ
株式会社ゲームデザイナーズ・スタジオ（THE GAME DESIGNERS STUDIO,INC.）は、1999年から2010年まで存続した、ゲームソフト開発会社である。設立 - 2003年3月はスクウェア、同年4月 - 解散はスクウェア・エニックスの子会社だった。
代表者はスクウェア・エニックス取締役兼第2開発事業部長の河津秋敏だった。
設立時の資本金1000万円。出資比率はスクウェアの100%子会社だったが、2002年3月に51%を売却した。その後、河津が51%、スクエニが49%。

## 略史
- 1999年（平成11年）
  - 6月22日 - 株式会社スクウェアネクストを設立。
  - 7月 - スクウェアから事業譲渡を受け、事実上のスタートとなる。
- 2002年（平成14年）3月6日 - スクウェアが株式の51%を売却した。また、株式会社ゲームデザイナーズ・スタジオに商号変更。[1]
- 2003年（平成15年）4月1日 - 親会社の合併により、スクウェア・エニックスの子会社となる。
- 2005年（平成17年）12月8日 - 株式会社SQEXに商号変更。[2]
- 2006年（平成18年）3月31日 - SQEXとタイトーが合併した。存続法人はSQEX、新社名はタイトー。
- 2010年（平成22年）
  - 2月1日 - アミューズメント事業を分割し、商号を株式会社タイトーソフトへ変更。
  - 3月11日 - タイトーのコンシュマーゲーム事業と共にスクウェア・エニックスに吸収合併され、法人として解散。

## 事業
ニンテンドー ゲームキューブ／ゲームボーイアドバンス連動ゲームタイトル『ファイナルファンタジー・クリスタルクロニクル』を開発した。
プレイステーション参入に伴い、長く任天堂と絶縁関係であったスクウェア（当時）の任天堂ハード再参入を目的として、前任天堂社長、山内溥の個人投資ファンド、ファンドキューの支援を受けるために設立されたが、実際はスクウェアの子会社スクウェアネクストを改組したものである。出資比率上、実質的な支配権を握っているのはスクウェアではなく河津であった。
実質的にはペーパーカンパニーであり、開発そのものはゲームデザイナーズ・スタジオからの依頼でスクウェア（同年4月1日以降はスクウェア・エニックス）第2開発事業部が担当した。
後に、スクウェア・エニックス100%出資となり、株式会社SQEXに社名変更。2006年3月31日をもってSQEXを存続会社として株式会社タイトーを吸収合併（TOB実施後の完全子会社化およびタイトー少数株主に対する金銭交付のため）し、株式会社タイトーに社名変更し、タイトーの全業務を引き継いだ。